# Château de Bouzols
Pour les articles homonymes, voir Bouzols.
Le château de Bouzols est un ancien château fort, dont l'origine remonte au IXe siècle, remanié à plusieurs reprises, qui se dresse sur la commune française d'Arsac-en-Velay dans le département de la Haute-Loire, en région Auvergne-Rhône-Alpes.
Le château fait l’objet d’une inscription au titre des monuments historiques par arrêté du 27 février 1926.

## Localisation
Le château est situé à 1,2 kilomètre au nord-ouest du bourg d'Arsac-en-Velay, dominant la haute vallée de la Loire, dans le département français de la Haute-Loire. Le château se dresse à 830 mètres d'altitude, sur un neck volcanique.

## Histoire
Le premier seigneur connu de Bouzols, est Ithier de Mercœur, cité dans une charte datée de mars 1046, neveu de l'évêque du Puy, Étienne II de Mercœur et qui lui aurait donné en fief la terre de Bouzols.
Vers 1073, Renaud succède à son père, Ithier, et accroît ses domaines avec la seigneurie de Brive (Brives-Charensac), à la suite de son mariage avec Béatrix, dame de Brive, fille unique et héritière de Gérenton et d'Azalie de Polignac. De l'union de Renaud et de Béatrix sont issus au moins trois fils : l'aîné, Hugues seigneur de Bouzols qui succède, en 1108, à son père en présence de l'évêque du Puy, Pons de Tournon ; le cadet Gérenton qui sera seigneur de Brive ; et le plus jeune, Roger dont nous ne connaissons rien. Hugues aurait épousé Iris, fille de Bernard de Saint-Geneix seigneur du lieu. Son héritier Bernard rend hommage à l'évêque Humbert de Grenoble, en 1137 de la seigneurie de Bouzols et meurt en 1166. Il avait épousé Odeline de Glavenas, fille de Géraud, seigneur du lieu (Saint-Julien-du-Pinet), et de Marie de Retourtour, dame de Saint-Julien.
Géraud de Bouzols, fils aîné de Bernard et d'Odeline, succède à son père, mais reconnu coupable du meurtre du chanoine de l'église du Puy, Michel Sudre, il est contraint, en expiation de sa faute, d'aller guerroyer dix ans en Terre Sainte, et meurt en juillet 1191 au siège de Saint-Jean-d'Acre. Il avait épousé une Isabelle avec qui il eut une fille, Guillemine qui fait passer la seigneurie à la famille de Saint-Romain, à la suite de son mariage avec Jaucerand de Saint-Romain.
Jaucerand et Guillemine font hommage de la seigneurie en 1191 et 1197, aux évêques du Puy, Ainard et Bertrand de Chalencon ou Odilon de Mercœur. Jaucerand, seigneur de Bouzols, fait divers dons à la maladrerie de Brive de 1208 à 1219, reconstruire le château, et en 1220, part pour Jérusalem et meurt trois ans plus tard. Lui succèdent ses deux fils, Jaucerand II, puis Gui ; Adélaïde, sa fille, vers 1230 épousera Roger, seigneur de Chapteuil. Jaucerand II était également en possession, hormis Bouzols, de quatre autres terres, Queyrières, Retourtour, Saint-Agrève et Servissas (Servissac à Saint-Germain-Laprade), et qui en 1253 hérita des biens de son épouse Asalie de Chalencon. Il meurt en 1258, sans descendance, et ses biens passent à son frère Gui qui rend hommage, la même année, de la seigneurie à l'évêque Guy III Foulques, futur pape Clément IV. Gui avait épousé, avant 1240, Alix de La Roue, sœur de l'évêque du Puy, Guillaume de La Roue. Il meurt en 1269, laissant trois enfants, dont Pierre de Bouzols qui lui succède. Pierre fera hommage de la seigneurie à son oncle Guillaume de La Roue, et décédera dix ans plus tard lors d'un conflit avec le seigneur des Estables. C'est sa veuve, Amphelise de Solignac qui dirigea jusqu'à sa mort en 1285, la maison de Bouzols. Leurs quatrième fils, Béraud, d'abord sous la tutelle de son grand-oncle, l'évêque Guillaume, et sous la garde noble de sa mère et du seigneur de Solignac, son oncle, fera hommage pour la première fois de la seigneurie en 1285. L'année suivante, en juin 1286, il épouse en Avignon, Stache de Gamelin, fille du seigneur de  Romanin (Saint-Rémy-de-Provence), Jacques de Gamelin, et de Marie de Pensa. De cette union naquit une fille, Catherine de Bouzols, née avant août 1297, car à cette date c'est sa mère qui rend l'hommage à l'évêque du Puy Jean de Cumenis, ce qui laisse supposer que Béraud, son époux, est décédé. Le château passe alors à la famille de Polignac, à la suite du mariage en avril 1300 de Catherine de Bouzols avec Armand V de Polignac qui eurent deux filles : Armandon et Marquèse de Polignac. C'est à Marquèse que revinrent les biens de la famille de Bouzols, et à son décès à son père Armand V de Polignac. Armand V mort en novembre 1343 avait épousé en secondes noces Polie de Poitiers, qui lui succéda à la tête de la seigneurie de Bouzols. Elle meurt vers 1347, et c'est son neveu Aymar VI de Poitiers qui hérite, et qui revend rapidement la seigneurie, pour 24 000 livres de petit tournois, au cardinal Hugues Roger de Beaufort qui le 16 mai 1351 en fait don à Guillaume III Roger de Beaufort, comte de Beaufort, vicomte de Turenne. Ce dernier en rend hommage avec Servissas et la seigneurie de Fay, en 1352, à l'évêque Jean de Chandorat.
Guillaume III Roger avait épousé, en décembre 1349, Éléonore de Comminges, et en 1369, il assigne à son épouse une rente de 500 livres à prendre sur les terres de Bouzols et de Fay. Le douaire fut constitué des mêmes terres à l'occasion du mariage de leur fils, Louis-Raymond de Beaufort avec Marie de Boulogne. Raymond de Turenne, en lutte contre Louis Ier d'Anjou, son épouse Marie de Blois et l'antipape Clément VII, après avoir ravagé de 1389 à 1399 la Provence, le Venaissin et le Valentinois, vint se réfugier en son château de Bouzols devant lequel sur l'insistance de Charles VI, le sénéchal d'Auvergne, Pons de Langeac vint mettre le siège qui s'éternisa plusieurs mois avant que le vicomte de Turenne fasse sa reddition vers la fin de l'année 1399. Ayant fait la paix avec Louis II d'Anjou, Raymond de Turenne, meurt en 1413 sur ses terres vicomtales. Sa fille unique Antoinette, mariée en juin 1393 au maréchal de Boucicaut, Jean II Le Meingre, décède en 1416, et par un don contracté le 10 avril 1413 laisse à son époux le comté de Beaufort, la vicomté de Turenne, les baronnies de Bouzols et de Fay pour en jouir durant sa vie, qui captif en Angleterre après la défaite d'Azincourt ne put en prendre possession.
En juillet 1417, c'est Éléonore de Beaufort (Aliénor), sœur de Raymond de Turenne, et veuve du sire de Beaujeu Édouard II, qui rend hommage au roi de France Charles VI. À son décès en 1420, Bouzols passe entre les mains de la branche des Beaufort de Limeuil.
C'est Pierre de Limeuil qui reçut les seigneuries du Velay. Anne, une de ses filles porta l'héritage à Agne de La Tour, seigneur d'Oliergues. Après un combat judiciaire avec le comte de Pardiac qui s'était emparé des terres, c'est le quatrième fils d'Agne et d'Anne de Beaufort, Antoine de La Tour qui recouvre l'héritage avant de mourir en 1527.
Au cours du XVIe siècle, le château fut le lieu de plusieurs affrontements lors des guerres de Religion et de la Ligue.
En 1621, Henri de La Tour, dernier baron de Bouzols, vend les terres et le château à la famille de Montagu, qui les conservera jusqu'à la Révolution. Joachim de Montagu, marquis de Bouzols, une fois rentré d'exil, vend le domaine en 1808 à Jean-Noël Beaud de Brive. C'est son petit-fils, Albert de Brive, qui en 1876, entreprend les premiers travaux de restauration du château alors que le château avait été négligé et abandonné dans le courant du XVIIIe siècle.
De nos jours, c'est M. Jean-Louis Beaud de Brive qui avec son épouse est en possession du château.

## Description
Le château présente deux états distincts. Au premier plan, quand on l'aborde par le sud, précédée par une terrasse aménagée durant les XVIe et XVIIe siècles, un vaste corps de logis des XIVe et XVIe siècles, remanié à la fin du XIXe siècle, et derrière, au second plan, les restes d'une grosse tour maîtresse (donjon) érigée sur des bases du IXe siècle.
Au nord, l'à-pic-naturel est protégé par l'enceinte primitive construite en blocs d'arkose. L'enceinte qui ceinturait le château englobait peut-être un village bas qui se serait situé au sud-ouest.
Le corps de logis, édifié au XVe siècle, dominant la terrasse, a vraisemblablement été repercé de fenêtres tardivement comme on peut le voir sur une de ses faces qui comporte trois fenêtres à traverses, ainsi qu'une baie centrale à meneau, propre au style troubadour en vogue au XIXe siècle. À l'angle sud-ouest de ce dernier subsiste une tour du XIIIe siècle, en pierres de taille montées à joints fins et qui a conservé des marques de tâcherons.
La tour maîtresse, sur ses façades donnant au sud et à l'ouest arbore encore deux archères modifiées ainsi que deux baies percées certainement aux XIVe ou XVe siècle. Parmi les vestiges, on trouve des boulets de pierre, d'un poids moyen d'une centaine de kilos, qui furent mis en œuvre en 1399 par les assiégeants.

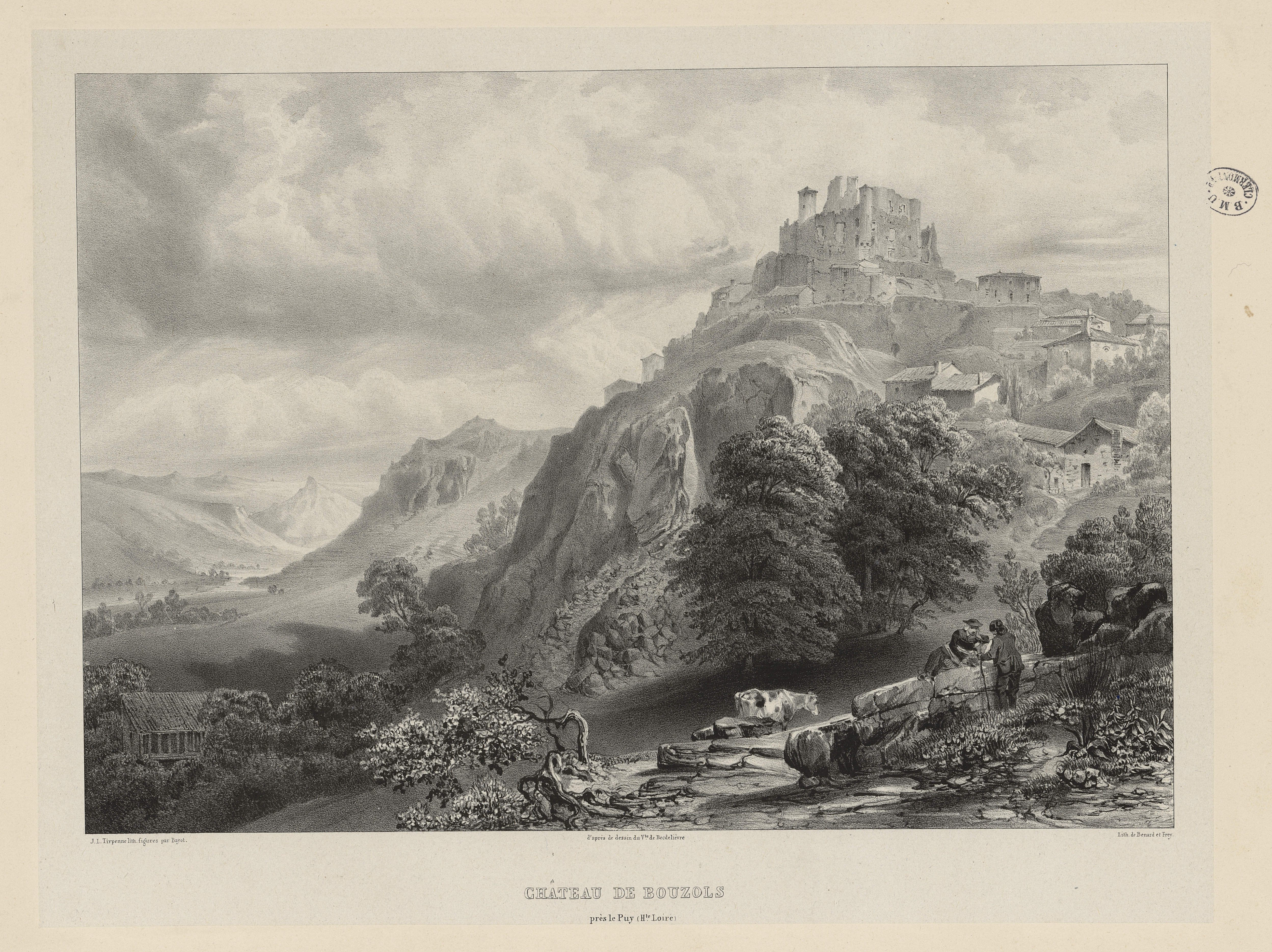
Lithographie du 19e par Bernard et Frey. Bibliothèque du patrimoine de Clermont Auvergne Métropole

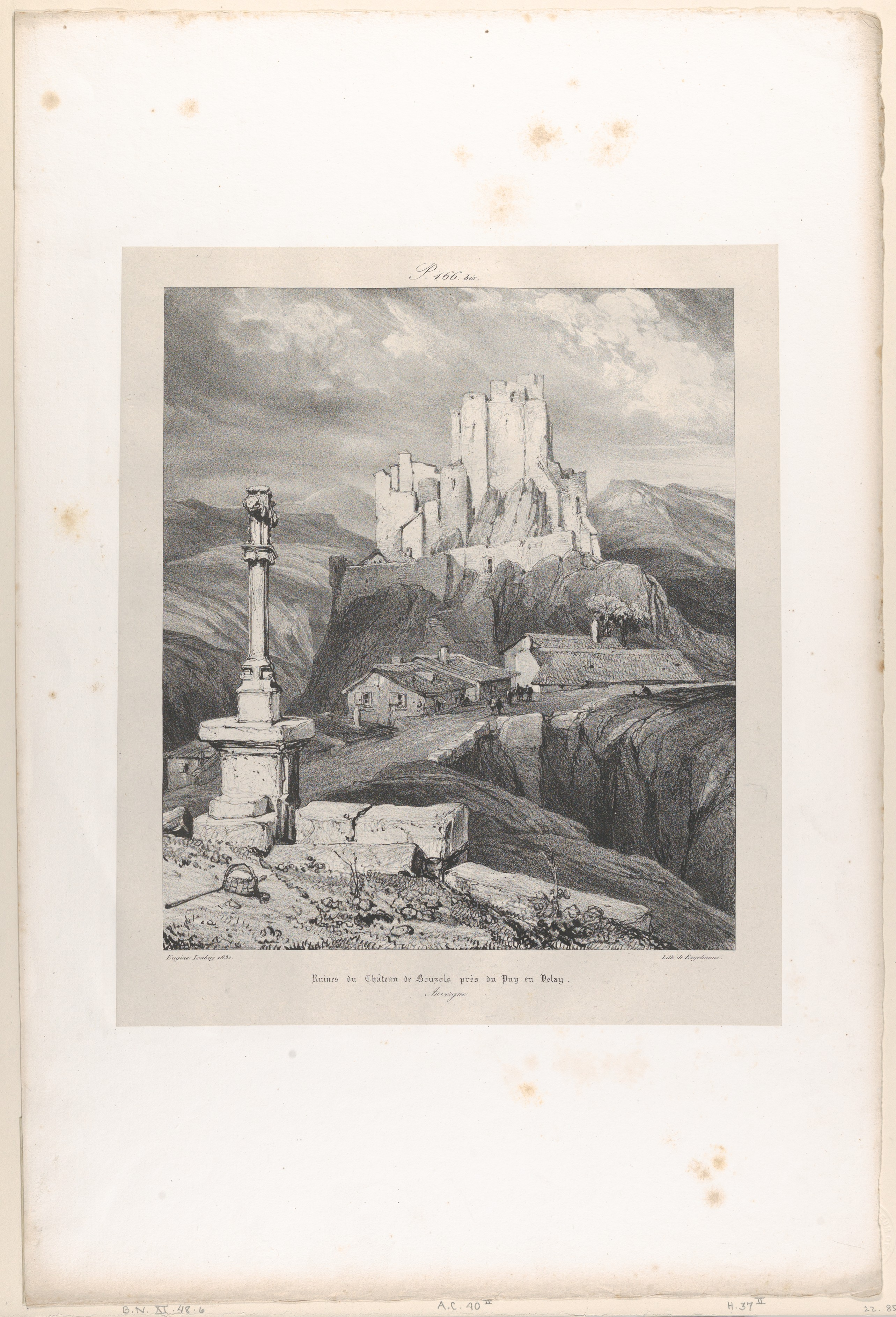
Eugène Isabey : Ruines du château de Bouzols près du Puy-en-Velay (1831, Metropolitan Museum of Art).

Au sud-est, dominant la basse-cour et accolé au château, un mur conserve une porte cavalière murée et percée d'une porte piétonne, l'ensemble surmonté d'une bretèche construite probablement au XIXe siècle. Près de la façade nord, on peut voir une citerne creusée dans le rocher alimentée par un système d'impluvium, récupérant les eaux pluviales des toitures.

### Chapelle castrale Saint-Eustache
La chapelle castrale, placée sous le vocable de saint Eustache, bâtie au cours du XIe siècle, a été reconstruite au XVe siècle. Elle a conservé une architecture de style roman et au-dessus de la porte d'entrée on peut voir un petit décor sculpté évoquant la Crucifixion.